# بحيرة مايو
بحيرة مايو هي بحيرة تقع في منتزه يوسمايت الوطني، فضلا عن معسكر سييرا السامي حيث في كانو يمكثون في قمرات بالقرب من البحيرة. هنالك ثمانية قمرة التي تستوعب ما مجموعه ستة وثلاثين ضيف. إن الارتفاع إلى بحيرة مايو من منطقة وقوف السيارات قبالة طريق ممر تيوجا وهو 1.2 ميل (1.9 كم). تم التغاضي عن البحيرة بسبب جبل هوفمان.

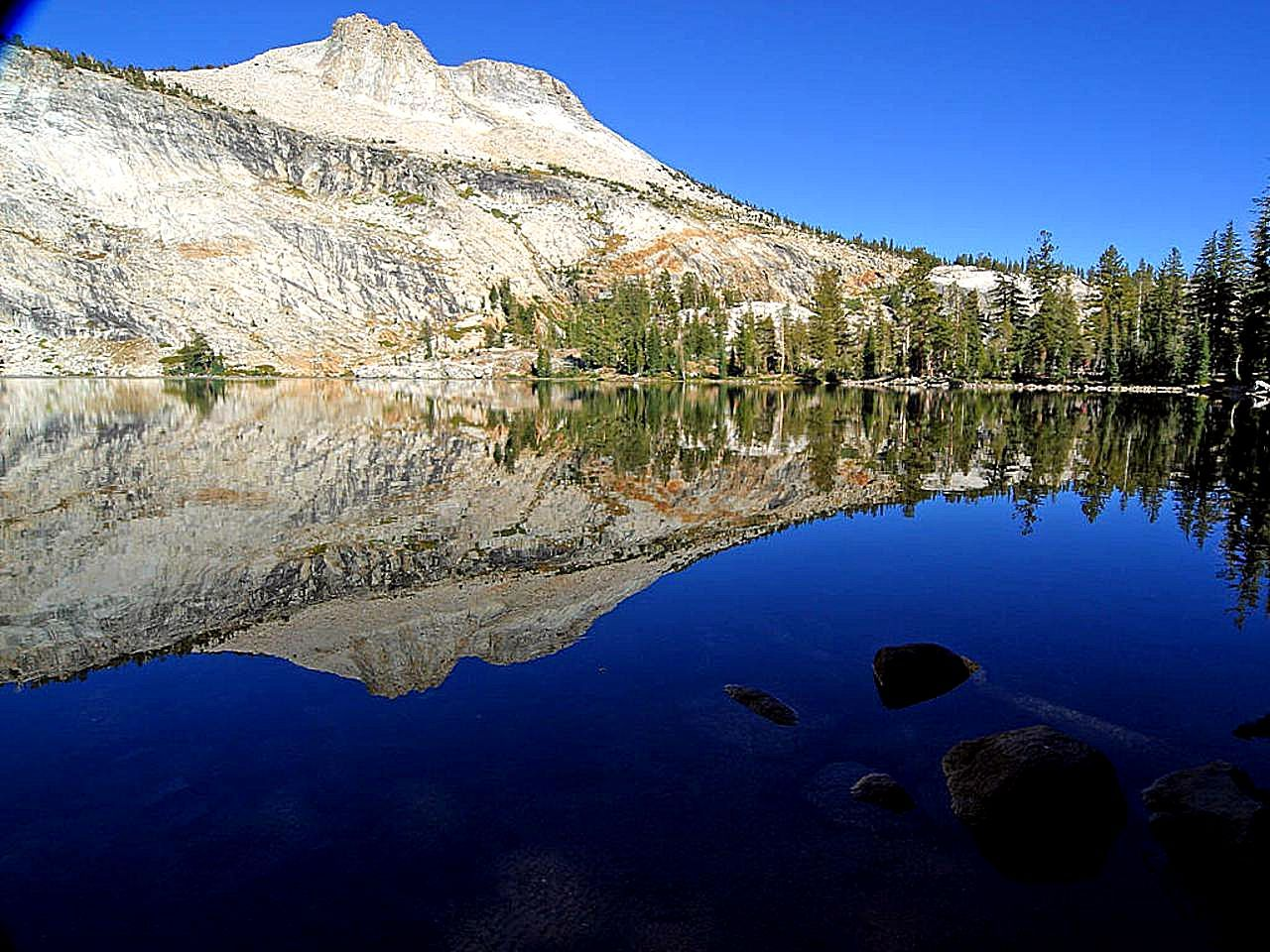
روعة انعكاس جبل هوفمان عل بحيرة مايو

## وصلات خارجية
- Panorama of May Lake
- U.S. Geological Survey Geographic Names Information System: May Lake